# Nimpo Lake
Nimpo Lake är en sjö i Kanada.   Den ligger i provinsen British Columbia, i den sydvästra delen av landet, 3 600 km väster om huvudstaden Ottawa. Nimpo Lake ligger 1 118 meter över havet. Arean är 9,2 kvadratkilometer. Den sträcker sig 6,8 kilometer i nord-sydlig riktning, och 7,4 kilometer i öst-västlig riktning.
I omgivningarna runt Nimpo Lake växer i huvudsak barrskog. Trakten runt Nimpo Lake är nära nog obefolkad, med mindre än två invånare per kvadratkilometer.